# Корона (Бреша)
Корона је насеље у Италији у округу Бреша, региону Ломбардија.
Према процени из 2011. у насељу је живело 48 становника. Насеље се налази на надморској висини од 231 м.